# سیارک ۷۶۷۱۳
سیارک ۷۶۷۱۳ (به انگلیسی: 76713 Wudia، نامگذاری:2000JT8) هفتاد و شش هزار و هفتصد و سیزدهمین سیارک کشف شده‌است که در ۶ مه ۲۰۰۰ کشف شد.